# Сагарматха (зона в Непал)
Сагарматха е една от 14-те зони на Непал. Зоната е с население от 1 926 143 жители (2001 г.), а площта ѝ е 10 591 кв. км. Сагарматха е разделена административно на 6 области. Намира се в часова зона UTC+5:45.